# 宮古農民騒動
宮古農民騒動（みやこのうみんそうどう）とは、1965年7月24日にアメリカ占領下の沖縄の平良市（現宮古島市）で発生した暴動事件。

## 事件の発端
当時、サトウキビ価格が暴落したことにより、製糖会社は経営不振に陥っていた。そのため琉球政府は、製糖業界の再編を琉球列島米国民政府から要請されていた。これに対して、沖縄人民党は「全沖縄キビ代値上げ農民協議会連合会（全沖農）」を組織し、再編反対運動を起こした。
宮古列島では、宮古製糖と伊良部製糖の2社合併が勧告され、この2社と宮多製糖の1社が加わった3社合併が進められることになった。そして宮古製糖は、臨時株主総会を1965年7月24日に開くことになった。

## 事件の概要
1965年7月23日、翌日の株主総会を控えて、反対派は株主総会会場を包囲し座り込みを行った。宮古警察署では大掛かりな警備事案になると予測し、琉球警察本部に救援を要請した。警察本部は特設警ら隊員30人を宮古警察署に派遣した。
株主総会当日、設営準備のため従業員が会場に向かったが、反対派に阻止され殴る蹴るの暴行をうけた。警察は救出に向かったが、警官隊に対しても投石が行われた。警察は宮古製糖の社員を守りつつ宮古警察署に撤退したが、群集は警察署まで追いかけて署の建物に向かって投石を始めた。ついにカービン銃で威嚇発砲を行い、ようやく沈静化した。
この事件で警察官34人が負傷し、26人が逮捕された。後に指導者の8人も逮捕された。